# Gnosjö község
Gnosjö község (svédül: Gnosjö kommun) Svédország 290 községének egyike. Jönköping megyében található, székhelye Gnosjö.

## Települések
A község települései:
| Település   | Népesség | Megjegyzés         |
| ----------- | -------- | ------------------ |
| Gnosjö      | 4364     | a község székhelye |
| Hillerstorp | 1806     |                    |
| Kulltorp    | 327      |                    |
| Lanna       | 5        |                    |
| Marieholm   | 218      |                    |
| Nissafors   | 313      |                    |
| Törestorp   | 233      |                    |
| Åsenhöga    | 200      |                    |